# パーチメントクラフト
パーチメントクラフト (Parchment Craft) とは、厚手のトレース紙（パーチメントペーパー）にエンボスを施し、カードなどを製作する手芸。

## 歴史
パーチメント(Parchment)とは本来羊皮紙を表し、初期のパーチメントクラフトは羊皮紙にエンボス加工を施したものを指していた。
スペインの南米征服によって技法が南米に伝えられ、そこで高価な羊皮紙ではなく厚手の紙を使用したパーチメントクラフトが考案された。20世紀に入って専用の紙（パーチメントペーパー）が生みだされた。

## 技法
パーチメントクラフトでは、以下の技法を組み合わせて作品を作る。
1. トレーシング - 図案をパーチメントペーパーに写し取る。
2. カラーリング - パーチメントペーパーに彩色する。全体を染めるのではなく、花などのモチーフに部分的に彩色することが多い。
3. エンボッシング - エンボスペン（先端に金属の球がついた器具）を使って模様を浮き出させる。エンボス部分は白濁する。
4. パーフォレイティング - 専用の針を使ってパーチメントペーパーに穴をあけ、レース模様を作成する。針の種類や針を打つ間隔によってさまざまなレース模様が作成される。